# Campeonato Paraguayo de Fútbol Femenino 2017
El Campeonato Paraguayo de Fútbol Femenino 2017 fue el decimoctavo campeonato oficial de Primera División de la rama femenina de la Asociación Paraguaya de Fútbol (APF).  
El equipo campeón clasificó a la Copa Libertadores Femenina 2018.

## Sistema de competición
Se juegan dos torneos al año (Torneo Apertura y Torneo Clausura). Cada torneo consta de una rueda de 11 fechas para la etapa de clasificación, de la que accederán a la fase semifinal los primeros cuatro equipos mejor posicionados, para las llaves de semifinales se enfrentarán el 1º vs 4º y el 2º vs 3º en partidos de ida y vuelta, los ganadores pasan a la final que se jugará a un solo partido en cancha neutral.
Al final del año, juegan para definir al campeón absoluto de la temporada, los campeones de cada torneo (Apertura y Clausura), en partidos ida y vuelta. Si un mismo club gana ambos torneos, se consagra automáticamente campeón absoluto de la temporada.

## Equipos
| Equipo                        | Ciudad      | Departamento     | Estadio                       |
| ----------------------------- | ----------- | ---------------- | ----------------------------- |
| Derecho UNA                   | Asunción    | Distrito Capital | Cancha Veterinaria UNA        |
| Sportivo Luqueño              | Luque       | Central          | Cancha Villa Elena            |
| UAA                           | Asunción    | Distrito Capital | Campus de Lambaré             |
| Sportivo Limpeño              | Limpio      | Central          | Cancha Optaciano Gómez        |
| Olimpia                       | Asunción    | Distrito Capital | Parque Guasu                  |
| Deportivo Capiatá             | Capiatá     | Central          | Cancha Silvio Pettirossi      |
| Cerro Porteño                 | Asunción    | Distrito Capital | Cancha Adriano Irala          |
| 12 de Octubre                 | Itauguá     | Central          | Sede Social del 12 de Octubre |
| Deportivo Humaitá             | Humaitá     | Ñeembucú         | Pioneros de Corumba Kue       |
| Sportivo San Lorenzo          | San Lorenzo | Central          | Cancha Gunther Vogel          |
| Independiente de Campo Grande | Asunción    | Distrito Capital | Cancha Ricardo Gregor         |
| Guaraní                       | Asunción    | Distrito Capital |                               |

## Apertura
| Pos | Equipo             | J  | G  | E  | P  | GF | GC | Dif | Pts | Calificación o descenso |
| --- | ------------------ | -- | -- | -- | -- | -- | -- | --- | --- | ----------------------- |
| 01. | Cerro Porteño      | 04 | 04 | 00 | 00 | 22 | 01 | +21 | 12  | Semifinales             |
| 02. | Sportivo Limpeño   | 04 | 04 | 00 | 00 | 18 | 01 | +17 | 12  | Semifinales             |
| 03. | UAA                | 04 | 03 | 00 | 01 | 16 | 06 | +10 | 09  | Semifinales             |
| 04. | Olimpia            | 04 | 03 | 00 | 01 | 13 | 05 | +8  | 09  | Semifinales             |
| 05. | Deportivo Capiatá  | 04 | 03 | 00 | 01 | 10 | 05 | +5  | 09  |                         |
| 06. | Sportivo Luqueño   | 04 | 02 | 00 | 02 | 18 | 10 | +8  | 06  |                         |
| 07. | Independiente (CG) | 04 | 02 | 00 | 02 | 12 | 12 | +0  | 06  |                         |
| 08. | 12 de Octubre      | 04 | 01 | 01 | 02 | 11 | 16 | -5  | 04  |                         |
| 09. | San Lorenzo        | 04 | 01 | 00 | 03 | 04 | 19 | -15 | 03  |                         |
| 10. | Guaraní            | 04 | 00 | 01 | 03 | 04 | 11 | -7  | 01  |                         |
| 11. | Humaitá FBC        | 04 | 00 | 00 | 04 | 02 | 13 | -11 | 00  |                         |
| 12. | Derecho UNA        | 04 | 00 | 00 | 04 | 03 | 33 | -30 | 00  |                         |

PJ = Partidos jugados; G = Partidos ganados; E = Partidos empatados; P = Partidos perdidos; GF = Goles anotados; GC = Goles recibidos; Dif = Diferencia de goles; Pts = Puntos.

(A) = Avanza a siguiente fase

### Resultados
| Fecha 1       | Fecha 1   | Fecha 1       | Fecha 1 | Fecha 1 | Fecha 1 |
| Local         | Resultado | Visitante     | Estadio | Fecha   | Hora    |
| ------------- | --------- | ------------- | ------- | ------- | ------- |
| San Lorenzo   | 0-6       | Limpeño       |         |         |         |
| Independiente | 0-8       | Cerro Porteño |         |         |         |
| Guaraní       | 0-1       | Olimpia       |         |         |         |
| UAA           | 12-0      | Derecho UNA   |         |         |         |
| Humaitá       | 1-4       | 12 de Octubre |         |         |         |
| Luqueño       | 1-3       | Capiatá       |         |         |         |

| Fecha 2       | Fecha 2   | Fecha 2       | Fecha 2 | Fecha 2 | Fecha 2 |
| Local         | Resultado | Visitante     | Estadio | Fecha   | Hora    |
| ------------- | --------- | ------------- | ------- | ------- | ------- |
| Derecho UNA   | 1-4       | San Lorenzo   |         |         |         |
| UAA           | 3-2       | Independiente |         |         |         |
| Cerro Porteño | 6-1       | Luqueño       |         |         |         |
| Capiatá       | 4-1       | Humaitá       |         |         |         |
| 12 de Octubre | 4-4       | Guaraní       |         |         |         |
| Olimpia       | 0-3       | Limpeño       |         |         |         |

| Fecha 3       | Fecha 3   | Fecha 3       | Fecha 3 | Fecha 3 | Fecha 3 |
| Local         | Resultado | Visitante     | Estadio | Fecha   | Hora    |
| ------------- | --------- | ------------- | ------- | ------- | ------- |
| San Lorenzo   | 0-7       | Olimpia       |         |         |         |
| Limpeño       | 6-0       | 12 de Octubre |         |         |         |
| Guaraní       | 0-2       | Capiatá       |         |         |         |
| Humaitá       | 0-4       | Cerro Porteño |         |         |         |
| Luqueño       | 4-0       | UAA           |         |         |         |
| Independiente | 5-1       | Derecho UNA   |         |         |         |

| Fecha 4       | Fecha 4   | Fecha 4     | Fecha 4 | Fecha 4 | Fecha 4 |
| Local         | Resultado | Visitante   | Estadio | Fecha   | Hora    |
| ------------- | --------- | ----------- | ------- | ------- | ------- |
| Independiente | 5-0       | San Lorenzo |         |         |         |
| Derecho UNA   | 1-12      | Luqueño     |         |         |         |
| UAA           | 1-0       | Humaitá     |         |         |         |
| Cerro Porteño | 4-0       | Guaraní     |         |         |         |
| Capiatá       | 1-3       | Limpeño     |         |         |         |
| 12 de Octubre | 3-5       | Olimpia     |         |         |         |

### Fase final del Apertura
Para la etapa semifinal clasificaron los cuatro primeros ubicados en la tambla de posiciones. En las llaves, el equipo ubicado en la parte inferior de cada serie actúa de local en el segundo partido.
|  | Semifinales | Semifinales | Semifinales | Semifinales | Semifinales |  |  | Final | Final | Final | Final | Final |  |
|  |             |             |             |             |             |  |  |       |       |       |       |       |  |
|  |             |             |             |             |             |  |  |       |       |       |       |       |  |
|  |             |             |             |             |             |  |  |       |       |       |       |       |  |
|  |             |             |             |             |             |  |  |       |       |       |       |       |  |
|  |             |             |             |             |             |  |  |       |       |       |       |       |  |
|  |             |             |             |             |             |  |  |       |       |       |       |       |  |
|  |             |             |             |             |             |  |  |       |       |       |       |       |  |
|  |             |             |             |             |             |  |  |       |       |       |       |       |  |
|  |             |             |             |             |             |  |  |       |       |       |       |       |  |
|  |             |             |             |             |             |  |  |       |       |       |       |       |  |
|  |             |             |             |             |             |  |  |       |       |       |       |       |  |
|  |             |             |             |             |             |  |  |       |       |       |       |       |  |
|  |             |             |             |             |             |  |  |       |       |       |       |       |  |

## Campeonato
Olimpia, monarca del Apertura, y Sportivo Limpeño, ganador del Clausura, se enfrentaron en partidos de ida y vuelta para definir el campeón absoluto de la temporada. Para la serie de campeonato, no se tendrá en cuenta los goles marcados, por lo que, en caso de igualdad en puntos, se definirá el título por la vía de los penales.
|  | Final |  |  |  |  |  |
|  |       |  |  |  |  |  |
|  |       |  |  |  |  |  |
|  |       |  |  |  |  |  |
|  |       |  |  |  |  |  |
|  |       |  |  |  |  |  |